# Опел антара
Опел антара је компактни кросовер који је производила немачка фабрика аутомобила Опел од 2006. до 2015. године.

## Историјат
Антара се углавном сматра насљедницом модела фронтера, који се престао производити 2004. године, иако је за разлику од тог модела који је био чисти теренски аутомобил, намијењен првенствено уличном саобраћају.
Долазак овог модела Опел је најавио студијом Антара ГТЦ, представљеном на франкфуртској изложби аутомобила ИАА у септембру 2005. Радило се тада о компактном спортском теренском возилу са двоја врата. Серијска верзија је ипак искључиво доступна са петоро врата. У серијску верзију антаре тренутно се уграђују два бензинска и један дизел-мотор. Понуда бензинских мотора се састоји од 2,4 ccm четвероцилиндричног мотора са 142 коњске снаге и 3,2 ccm В6 мотора са 225 коњских снага, док је једини дизел у понуди 2 ccm четвороцилиндрични мотор који уз помоћ турбо пуњача развија 150 коњских снага. Оба бензинска мотора су производ Џенерал моторсове аустралијске фирме Холден, док је дизел-мотор развила италијанска фирма VM Motors.
Опел антара је уско повезана с моделом Шевролет каптива, којег у Јужној Кореји производи тамошња Џенерал моторсова фирма ЏМ Деју. Антара се гради на ЏМ-овој тета платформи, коју осим Шевролет каптиве користи и неколико готово идентичних модела теренских аутомобила средње класе које овај концерн продаје на америчком тржишту. Аутомобил је дуг 457 cm, широк 185 cm и висок 170 cm, а тежак је око 1.800 килограма.
Производња је прекинута 2015. године, а као наследник долази Опелов модел под називом грандленд икс.